# Ванденберг, Хойт
Хойт Сенфорд Ванденберг (англ. Hoyt Sanford Vandenberg; 24 января 1899 — 2 апреля 1954) — генерал ВВС США (1 октября 1947), директор Центральной разведки (1946—1947), начальник штаба ВВС (1948—1953).

## Биография
Учился в лётных школах в Брукфилд (1924) и Келлифилд (1924), тактической школе ВВС (1935).
С 1939 года служил в отделе планирования штаба ВВС. С начала войны назначен офицером по оперативным вопросам и боевой подготовке штаба ВВС. В июне 1943 года направлен в Великобританию для организации ВВС в Северной Африке. Принимал участие в создании 12-й Воздушной армии. С 1943 года — начальник штаба Северо-Западных африканских стратегических сил.
С июля 1945 года — помощник начальника штаба ВВС США. С января 1946 года — директор разведки Военного департамента Генштаба. С 1948 года — начальник штаба ВВС. Вышел в отставку 30 июня 1953.

## Память
- Имя генерала носил корабль ВМС США;
- В честь генерала Хойта С. Ванденберга названа База Ванденберг — военно-воздушная база с космодромом и испытательным полигоном баллистических ракет в США.

## Фильмы
- Н.Л.О.: Истинная история летающих тарелок